# Christine Antorini
Christine Edda Antorini (født 23. maj 1965 i Jyllinge) er en dansk politiker og tidligere undervisningsminister fra Socialdemokraterne.

## Baggrund
Christine Antorini blev født i Jyllinge som datter af mejerist Keld Jørgensen og lærer Myriam Antorini Jørgensen. Hun blev samfundssproglig student fra Himmelev Gymnasium i 1984.
Antorini er bachelor i statskundskab fra Aarhus Universitet (1985-1987) og kandidat i kommunikation og offentlig forvaltning fra Roskilde Universitet (1989-1994).

## Politik

### Socialistisk Folkeparti
Antorini meldte sig ind Socialistisk Folkepartis Ungdom da hun startede i gymnasiet i 1981.
Hun var medlem af Socialistisk Folkepartis hovedbestyrelse fra 1988 og næstformand i partiet 1991-1998. Hun blev folketingskandidat i 1992 og valgt til Folketinget for SF ved Folketingsvalget 1998, men forlod Folketinget igen allerede 30. november 1999 for at blive sekretariatschef i institutionen Forbrugerinformationen. I oktober 2001 meldte hun sig ud af SF.

### Socialdemokraterne
Antorini blev socialdemokrat i 2002 Hun var opstillet til Folketinget for Socialdemokratiet fra 2004 og var Socialdemokratisk folketingsmedlem fra 2005 til 2018. Hun forlod Folketinget i september 2018 for at blive direktør for læringscentret LIFE ved Novo Nordisk

### Undervisningsminister
I oktober 2011 blev Antorini børne- og undervisningsminister i regeringen Helle Thorning-Schmidt I. Ved en regeringsrokade i august 2013 blev børneområdet overflyttet til social-, børne- og integrationsminister Annette Vilhelmsen, hvorefter Antorini fortsatte som undervisningsminister. Hun beholdt posten i Regeringen Helle Thorning-Schmidt II efter SF forlod regeringen i 2014.
Som undervisningsminister stod hun bag folkeskolereformen i 2014.
Da Socialdemokraterne mistede regeringsmagten i 2015, blev Antorini formand for Folketingets Uddannelses- og Forskningsudvalg til hun forlod politik i 2018.

## Studievært for Deadline
Fra 2003 til 2004 var Antorini studievært på DR2-programmet Deadline.

## Privatliv
Hun er medlem af VL-gruppe 13.
Gift med Henrik Dahl (2003-2008) og Jan Krøyer (2020-)

## Karriere
- 1988 medlem af Socialistisk Folkepartis hovedbestyrelse
- 1991-1998 næstformand for SF
- 1992 folketingskandidat for SF i Vesterbrokredsen
- 1994 cand.comm. i offentlig forvaltning, RUC
- 1995-97 kommunikationsmedarbejder i Oticon
- 1996 folketingskandidat for SF i Husumkredsen
- 1998 medlem af Folketinget for SF, valgt i Østre Storkreds, fra 11. marts til 30. november 1999
- 1999-2003 chef for Forbrugerinformationen
- 2001-2004 Medlem af Akademiet for de Tekniske Videnskabers tænketank
- 2003-2004 vært på Deadline på DR2.
- 2004-2005 konsulent i reformsekretariatet hos HK
- 2005-2011medlem af German Marshall Foundation
- 2005 valgt til Folketinget for Socialdemokraterne
- 2006-2011 medlem af bestyrelsen for Frie Børnehavers Fond 2006-2011
- 2010 valgt som folketingskandidat for Socialdemokraterne i Hillerød/Nordsjællands storkreds
- 2011- medlem af skolekredsen for Grundtvig Højskole
- 2011-2016 medlem af bestyrelsen for Roskilde Festival Højskole
- 2011 15. september valgt til Folketinget for Socialdemokraterne
- 2011-2013 3. oktober udnævnt til børne- og undervisningsminister i Regeringen Helle Thorning-Schmidt I
- 2013-2015 Undervisningsminister i Regeringen Helle Thorning-Schmidt II
- 2015- medlem af bestyrelsen for Sagnlandet Lejre
- 2016- formand for bestyrelsen for Roskilde Festival Højskole
- 2016- medlem af bestyrelsen for Fonden Socialt Ansvar
- 2016- medlem af bestyrelsen for Det Kongelige Vajsenhus
- 2017- medlem af bestyrelsen for Dansk Skoleskak
- 2018-2023 Direktør i LIFE-læringscentret, Novo Nordisk Fonden[7][8] Antorini opsagde stillingen for i stedet at læse til sygeplejerske.[9]

## Mærkesager
- Uddannelse i bredden og forskning i dybden
- Et sammenhængende arbejds- og familieliv med livslang læring
- Grønt og socialt Europa